# Syzeton
Syzeton es un género de coleóptero de la familia Aderidae.

## Especies
Las especies de este género son:
- Syzeton atronatatus
- Syzeton centromaculatus
- Syzeton denticruris
- Syzeton distinctipes
- Syzeton duplosetosus
- Syzeton grossimanus
- Syzeton leoninus
- Syzeton macrothorax
- Syzeton maculatus
- Syzeton pici
- Syzeton picicolor
- Syzeton piciecornis
- Syzeton abnormis
- Syzeton albopilosus
- Syzeton benitensis
- Syzeton boscai
- Syzeton bredoi
- Syzeton brunnidorsis
- Syzeton cephalotes
- Syzeton decoloratus
- Syzeton evansi
- Syzeton femoratus
- Syzeton flavipennis
- Syzeton immaculatus
- Syzeton inimpressus
- Syzeton innotatipennis
- Syzeton isabelinus
- Syzeton joveri
- Syzeton kinderensis
- Syzeton koteliensis
- Syzeton lateralis
- Syzeton luctuosus
- Syzeton melena
- Syzeton nairobianus
- Syzeton natalensis
- Syzeton pseudofemoratus
- Syzeton pseudomanueli
- Syzeton pseudorubens
- Syzeton quadrimaculatus
- Syzeton rubens
- Syzeton rugithorax
- Syzeton semitestaceus
- Syzeton shibatai
- Syzeton undatus
- Syzeton unguiferus
- Syzeton villegasi
- Syzeton waelbroecki
- Syzeton discithorax
- Syzeton patrisalai
- Syzeton poensis
- Syzeton varipennis
- Syzeton villosicollis
- Syzeton bonhourei
- Syzeton burgeoni
- Syzeton chavesi
- Syzeton confusa
- Syzeton cubitalis
- Syzeton fleximanus
- Syzeton gibbifemoris
- Syzeton marini
- Syzeton omnipedes
- Syzeton securipes
- Syzeton setulosus
- Syzeton vidali